# Parafia św. Faustyny Kowalskiej w Częstochowie
Parafia Świętej Faustyny Kowalskiej w Częstochowie – rzymskokatolicka parafia, położona w dekanacie Częstochowa - Podwyższenia Krzyża Świętego, archidiecezji częstochowskiej w Polsce, erygowana w 2005.

## Kościoły i kaplice
W parafii znajdują się:
- Kościół pw. św. Faustyny Kowalskiej w Częstochowie
- Kaplica pw. Najwiętszej Maryi Panny w Wojewódzkim Szpitalu Specjalistycznym
- Kaplica NMP Szkaplerznej przy ul. Bialskiej